# La carne e il diavolo
La carne e il diavolo (Flesh and the Devil) è un film muto del 1926 diretto da Clarence Brown e interpretato da John Gilbert, Greta Garbo e Lars Hanson, basato sul romanzo del 1894 Es war dello scrittore tedesco Hermann Sudermann.
Nel 2002 ha ottenuto una nomination per l'inserimento tra i migliori cento film sentimentali di tutti i tempi dall'American Film Institute, non andando oltre la candidatura. Nel 2006 è stato e inserito nella lista di film preservati nel National Film Registry della Biblioteca del Congresso degli Stati Uniti, in quanto giudicato di rilevante significato estetico, culturale e storico.

## Trama
Leo e Ulrich sono due amici d'infanzia che frequentano insieme la scuola militare in Germania. Durante le vacanze annuali, Leo conosce la contessa Felicitas von Kletzingk a un ballo e si innamora di lei. Quando il marito della donna scopre i due nel suo boudoir, Leo viene sfidato a duello e il marito rimane ucciso. Costretto a fuggire in Africa, Leo chiede all'amico di prendersi cura di Felicitas ma al suo ritorno dopo tre anni scopre che i due si sono sposati. Diviso tra l'amore per Felicitas e la sua amicizia per Ulrich, Leo perde il controllo e sfida a duello l'amico. Mentre corre per fermare i due uomini, Felicitas cade attraverso uno strato di ghiaccio e annega. Solo in quel momento Leo e Ulrich si rendono conto che la loro amicizia è la cosa più importante e si riconciliano.

## Produzione
Inizialmente il ruolo della protagonista fu concepito per Lillian Gish, la star più importante della MGM, allora sotto contratto con lo studio, alla quale nel '26 fu proposto un nuovo accordo di un milione di dollari per sei nuovi  film. L'attrice rifiutò in cambio di un salario minore per tre film di suo gradimento (La carne e il diavolo non era tra questi), un controllo totale sulle produzioni e una percentuale sugli incassi. 
Fu allora che all'inizio di luglio del 1926, la non ancora ventunenne Garbo, in quel momento in ascesa fra le star femminili della Metro, ricevette la sceneggiatura intitolata La carne e il diavolo, basata su un popolare romanzo, Es war (The Undying Past in inglese) di Hermann Sudermann. Un altro ruolo da 'femme fatale', dopo quelli de Il torrente e La tentatrice, ma con una significativa accentuazione del lato perverso della protagonista. La neo diva, d'accordo con Mauritz Stiller, provò a opporsi, e sottolineando la stanchezza che avvertiva dopo aver girato due film negli otto mesi precedenti e avendo ancora in mente il divieto imposto dalla MGM a che si recasse in Svezia in seguito alla scomparsa di sua sorella Alva, informò Louis B.Mayer che non si riteneva in grado di affrontare il nuovo impegno. A quanto riferito dal biografo della Garbo, Barry Paris, la risposta del boss della MGM fu lapidaria: “Si presenti oggi alle 16:30 nell'ufficio del signor Irving Thalberg, dove riceverà istruzioni sul suo ruolo in La carne e il diavolo. Dato il vostro generale atteggiamento di insubordinazione, considereremo come violazione del contratto qualsiasi vostro rifiuto di ottemperare alle nostre richieste...".
Quando Greta Garbo si presentò allo Studio incontrò casualmente nei corridoi il futuro coprotagonista del film John Gilbert, che la salutò con un: "Ciao Greta!“. Lei rispose con un glaciale: “Signorina Garbo, per favore…”. 

Il loro incontro ufficiale, avvenuto il 9 agosto 1926 nel primo giorno di riprese del film, è un classico del romanticismo hollywoodiano e fu ricordato dal regista Clarence Brown, personaggio riservato e poco incline ai pettegolezzi, che ne parlò in una famosa intervista dedicata ai suoi rapporti con la Garbo: “È stato il momento più folle che abbia vissuto nella mia carriera. Quando si sono avvicinati per la loro prima scena d'amore, che è stato il loro primo contatto come tra i due personaggi che interpretavano, non esisteva più nessuno, né io né un altro. Gridare: "Cut!" al termine della ripresa  sarebbe stata molto indiscreto. Portai i miei tecnici in un'altra parte del set... fu molto imbarazzante".

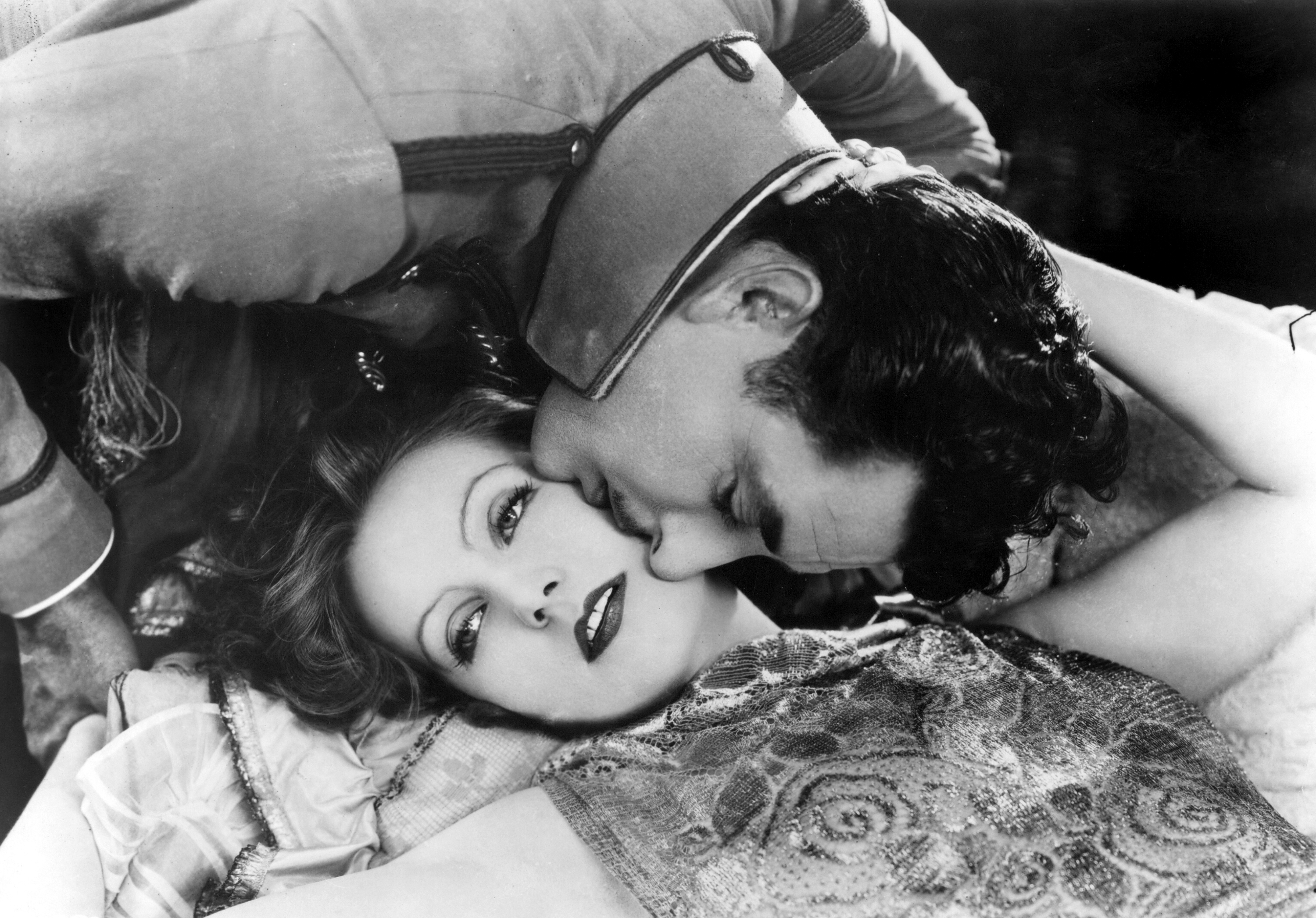
Gilbert e la Garbo in una scena del film

Il regista, ispirato dalla passione sbocciata fra i due protagonisti, girerà alcune delle scene più audaci per un film dell'epoca. La carne e il diavolo è uno dei primi film americani dove i baci si scambiano apertamente e dove gli innamorati si abbracciano sdraiati. In una scena in chiesa, i protagonisti Felicitas e Leo si inginocchiano fianco a fianco per ricevere la comunione. Il sacerdote, dopo aver presentato il calice all'uomo, lo gira leggermente, come da prassi, in modo che la donna non beva dallo stesso punto, ma lei, con un gesto, lo rivolge per appoggiare le labbra proprio nel punto in cui l'uomo ha bevuto. Non meno sorprendente la scena in cui, in un'oscurità terribilmente complice, Greta/Felicitas accende la sigaretta dell'uomo. Nella spiegazione del regista “... fuoco, fumo, labbra, corpi e notte divengono una cosa sola”. 
Per la passione che fa vibrare i personaggi, per la bellezza della Garbo che si avvicina al suo apice, per l'innocenza animale e distruttiva della protagonista che dà al minimo gesto una dimensione fatale, La carne e il diavolo, splendidamente fotografato da William H. Daniels, sarà uno dei momenti salienti della carriera della diva. Il suo compenso fu di 450 dollari la settimana. 
Del film fu girato un finale alternativo nel quale si intuisce l'inizio di una storia fra Leo e Hertha (Barbara Kent), sorella di Ulrich (Lars Hanson).
Alla sceneggiatura collaborò Frederica Sagaard Mass, non accreditata nei titoli.

## Distribuzione
Le riprese durarono dal 9 agosto 1926 al 28 settembre, fu distribuito a partire dal 25 dicembre del 1926, e con un budget di 373.000 dollari ne fruttò 1.261.000 di incasso complessivo mondiale, il secondo più alto fra tutti i film muti della Garbo, secondo solo al successivo Anna Karenina, girato ancora con Garbo e Gilbert come protagonisti. Il profitto per lo studio fu di 466.000 dollari.
Il successo del film aumentò considerevolmente la fama dell'attrice svedese anche a livello internazionale. Le conseguenze furono un braccio di ferro lungo sette mesi nei quali la Garbo rinegoziò il suo contratto assistita dall'agente di Gilbert, Harry Edington.
In anni recenti è stato proiettato al San Francisco Silent Film Festival (30 maggio 2015) e in due retrospettive del Festival di Berlino, nel 2007 e nel 2014.
Nel settembre 2005 il film è stato restaurato e distribuito in DVD insieme a La donna misteriosa e La tentatrice, come parte di una collezione di Turner Classic Movies intitolata Garbo Silents. Il DVD include il commento di Barry Paris, biografo della Garbo, e una versione con il finale alternativo.

### Date di uscita
- USA (Flesh and the Devil) - 25 dicembre 1926
- Norvegia (Eros) - 29 agosto 1927
- Svezia (Åtrå) - 12 settembre 1927
- Finlandia - 30 ottobre 1927
- Francia (La chair et le diable) - 7 dicembre 1928
- Portogallo (O Demónio e a Carne) - 23 gennaio 1929

## Accoglienza
(Mark A. Vieira, 2009)

### Critica
Il sito Rotten Tomatoes riporta il 94% di recensioni professionali con un giudizio positivo, con un voto medio di 7,2 su 10.
Alla sua uscita, il film fu giudicato sulla rivista Variety "... una storia eccezionale, recitata in modo straordinario e sapientemente diretta... le tre grandi scene d'amore di questo film faranno sobbalzare sulla sedia e faranno rizzare i capelli in testa... la signorina Garbo cancellerà, agli occhi del pubblico, e al botteghino, il ricordo di Theda Bara. Questa ragazza ha tutti i doni", mentre il critico Mordaunt Hall del New York Times lo definì "un capolavoro imponente... prodotto con ammirabile abilità artistica, sia nello sviluppo della storia che nel disegno dei personaggi", giudicando la Garbo "innegabilmente seducente".
Giudizi meno positivi sono stati espressi in tempi più recenti da Geoff Andrew sul magazine Time Out ("molto rumore per nulla, ma la Garbo è luminosa come sempre, grazie alla fotografia di William H. Daniels") e Dave Kehr che sul Chicago Reader lo ha definito "pomposo e affettato, trova la magia solo occasionalmente".